# Карта звуков Токио
«Карта звуков Токио» (англ. Map of the Sounds of Tokyo) — кинофильм режиссёра Изабель Койшет, вышедший на экраны в 2009 году.

## Сюжет
Дочь господина Нагары (Такэо Накахара) кончает жизнь самоубийством. Отец безутешен, однако в её смерти считает виновным её любовника Давида (Серхи Лопес), испанца, владеющего винным магазином в Токио. Нагара считает несправедливым, что Давид будет жить, тогда как его дочь уже мертва. Ассистент Нагары Ёси (Манабу Осио), стремясь выполнить пожелание босса, связывается с наёмной убийцей Рю (Ринко Кикути), обычно выполняющей свою работу без каких-либо колебаний. Однако в этот раз всё идёт не так, и вскоре она увлекается Давидом.

## В ролях
- Ринко Кикути — Рю
- Серхи Лопес — Давид
- Мин Танака — рассказчик
- Манабу Осио — Ёси
- Такэо Накахара — Нагара
- Хидэо Сакаки — Исида

## Награды и номинации
- 2009 — Технический Гран-при Каннского кинофестиваля (Айтор Беренгуэр)
- 2009 — номинация на приз «Золотая пальмовая ветвь» Каннского кинофестиваля (Изабель Койшет)
- 2010 — номинация на премию «Гойя» за лучший звук (Айтор Беренгуэр, Марк Ортс, Фабиола Ордойо)